# Probsthain (Belgern-Schildau)

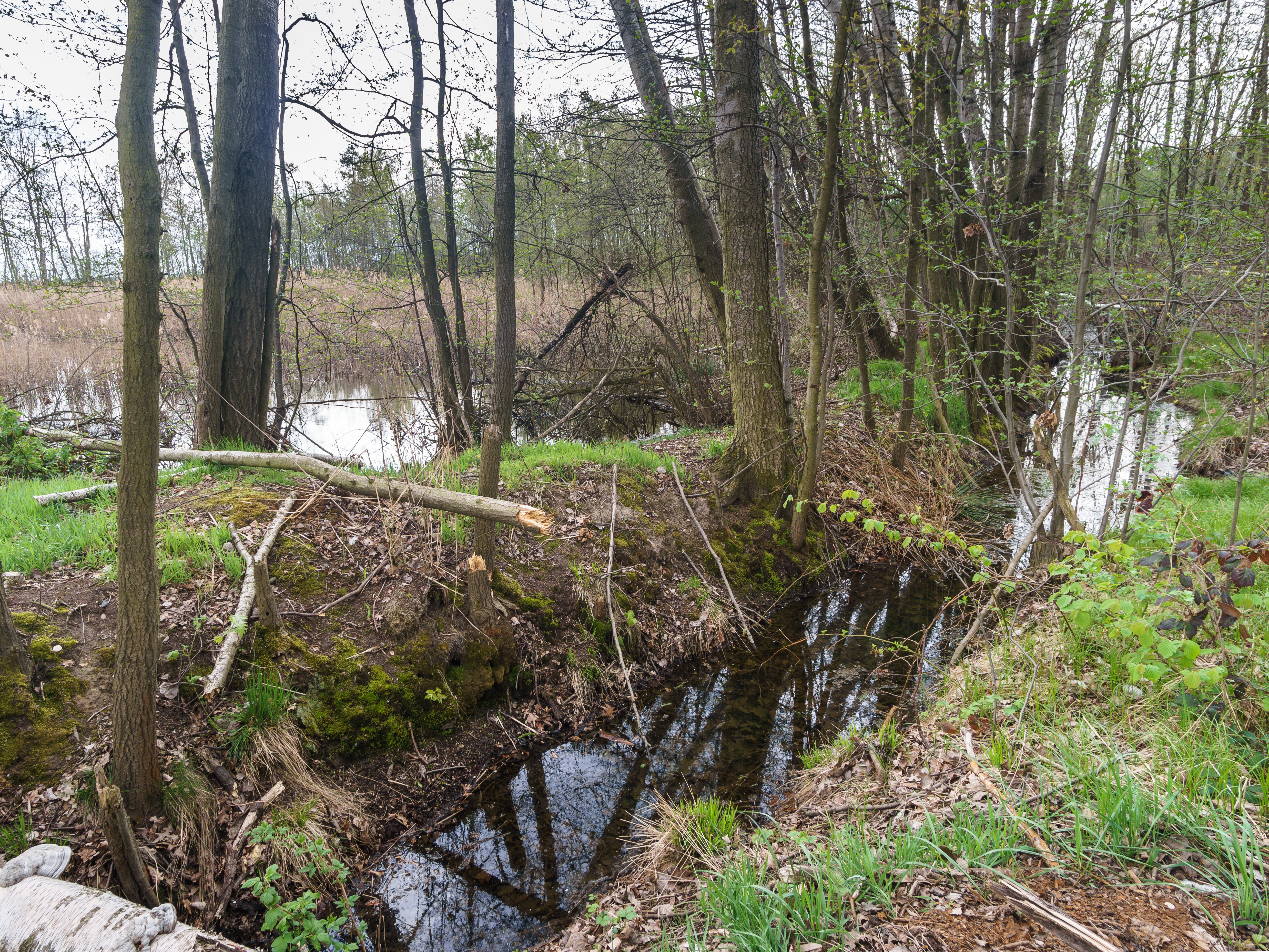
Flächennaturdenkmal Rothmanns Teich am südlichen Ortsrand (2021)

Probsthain ist ein Ortsteil der Stadt Belgern-Schildau im Landkreis Nordsachsen in Sachsen.

## Lage
Probsthain liegt nordwestlich der Gneisenaustadt Schildau und von Belgern in einem Ackerbaugebiet. Die Flur befindet sich am Nordwestrand der Dahlener Heide. Die Staatsstraße 16 erfasst über Ortsverbindungsstraßen den Raum verkehrsmäßig.

## Geschichte
Das locker angelegte Straßendorf wurde 1201 erstmals als Proftshayn genannt. Die Landgemeinde besitzt eine Gelängeflur mit 472 Hektar Land. 1818 wohnten im Dorf 212 Einwohner und 1990 waren es 305. Die übergeordnete Behörde hatte ihren Sitz ab 1314 in Torgau. 1994 wurde Probsthain in Schildau und ab 1. Januar 2013 in die Stadt Belgern-Schildau eingemeindet.